# Amir Akhur
Amir àkhur, en àrab, o mīr ākhūr, en persa, fou un càrrec de les corts musulmanes orientals, que hom pot considerar equivalent a gran conestable.
Sota els mamelucs l'amir àkhur s'encarregava del control dels estables reials. En general, l'amir àkhur era un oficial militar que tenia el comandament de 1.000 soldats i de tres amirs (comandants de 40 homes cadascun). En l'època dels mamelucs circassians l'amir àkhur ocupada la quarta posició en l'escalafó dels grans amirs.